# Nallo (berghut)
Nallo, Noord-Samisch: Njállu, is een berghut in het noorden van Zweden, in beheer van het Zweeds toeristenbureau. De hut ligt aan de voet van de berg van 1585 meter hoogte met dezelfde naam Nallo in het dal Stuor Räitavagge, Noord-Samisch: Stuor Reaiddavággi, in de  gemeente Kiruna. De hut ligt op een kruising van drie wandelpaden en is met de auto niet te bereiken. Vanaf de hut is het negen kilometer lopen tot de berghut Vistas, ook negen kilometer tot de Tjäkta en tien tot de Sälka. Vanuit de Nallo kan men een dagtocht maken naar de top van de berg Nallo, waarvandaan men uitzicht heeft op de Kebnekaise.

## Websites

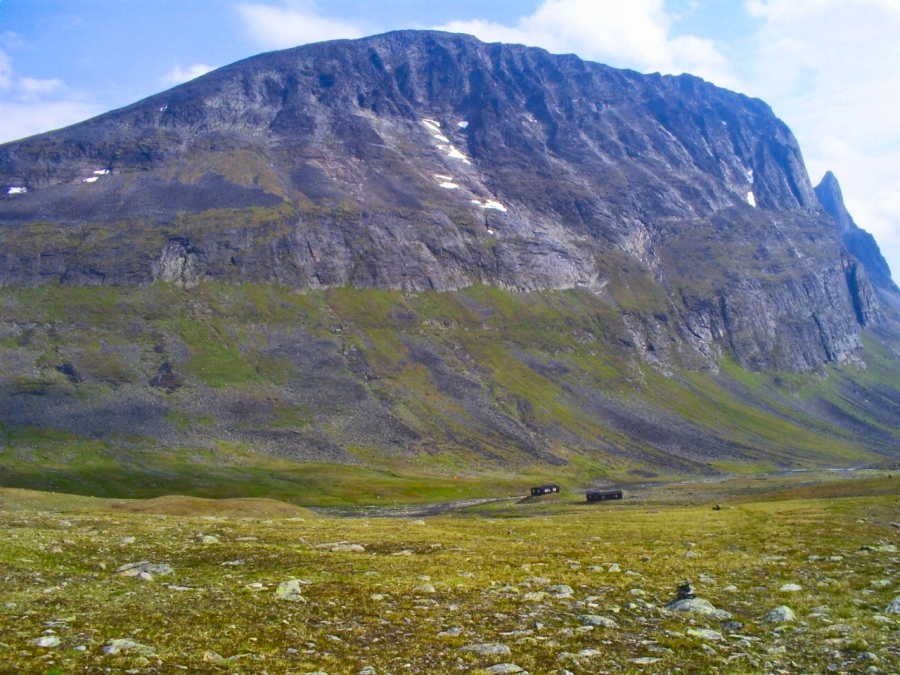
In de verte de hut, daarachter de berg en voor het Stuor Räitavagge

- officiële website